# Гербы Алтайского края
Список гербов муниципальных образований Алтайского края Российской Федерации.
На 1 января 2020 года в Алтайском крае насчитывалось 717 муниципальных образований — 10 городских округов, 59 муниципальных районов, 7 городских и 641 сельское поселение.

## Гербы городских округов
| Герб | Наименование                                     | Дата утверждения | Номер в ГГР |
| ---- | ------------------------------------------------ | ---------------- | ----------- |
|      | Герб муниципального образования город Алейск     |                  | не внесён   |
|      | Герб муниципального образования город Барнаул    | 26 декабря 2016  | не внесён   |
|      | Герб муниципального образования город Бийск      | 1 апреля 2008    | не внесён   |
|      | Герб муниципального образования город Белокуриха | 11 мая 2007      | не внесён   |
|      | Герб муниципального образования город Заринск    | 18 февраля 2000  | 581         |

| Герб | Наименование                                      | Дата утверждения | Номер в ГГР |
| ---- | ------------------------------------------------- | ---------------- | ----------- |
|      | Герб муниципального образования город Новоалтайск | 7 апреля 2005    | 1849        |
|      | Герб муниципального образования город Рубцовск    |                  | не внесён   |
|      | Герб городского округа ЗАТО Сибирский             | 23 июня 2010     | 6268        |
|      | Герб муниципального образования город Славгород   | 1997             | 143         |
|      | Герб муниципального образования город Яровое      | 21 декабря 2005  | 2155        |

## Гербы муниципальных районов
| Герб | Наименование                                                | Дата утверждения | Номер в ГГР |
| ---- | ----------------------------------------------------------- | ---------------- | ----------- |
|      | Герб муниципального образования Ельцовский район            | 22 декабря 2016  | 11228       |
|      | Герб муниципального образования Завьяловский район          | 24 апреля 2014   | не внесён   |
|      | Герб муниципального образования Змеиногорский район         | 26 октября 2012  | не внесён   |
|      | Герб муниципального образования Красногорский район         |                  | не внесён   |
|      | Герб муниципального образования Косихинский район           |                  | не внесён   |
|      | Герб муниципального образования Немецкий национальный район | 19 мая 2016      | 11014       |
|      | Герб муниципального образования Первомайский район          | 31 октября 2006  | 4633        |

| Герб | Наименование                                          | Дата утверждения | Номер в ГГР |
| ---- | ----------------------------------------------------- | ---------------- | ----------- |
|      | Флаг муниципального образования Петропавловский район | 16 июня 2009     | не внесён   |
|      | Герб муниципального образования Родинский район       |                  | не внесён   |
|      | Герб муниципального образования Романовский район     |                  | не внесён   |
|      | Герб муниципального образования Советский район       | 17 октября 2007  | 10722       |
|      | Герб муниципального образования Солонешенский район   | 17.02.2023       | не внесён   |
|      | Герб муниципального образования Солтонский район      | 21.06.2022       | не внесён   |
|      | Герб муниципального образования Тальменский район     | 17 февраля 2023  | 12412       |
|      | Герб муниципального образования Тюменцевский район    | 22 марта 2007    | не внесён   |
|      | Герб муниципального образования Шелаболихинский район | 13 июля 2005     | не внесён   |
|      | Герб муниципального образования Шипуновский район     | 21 марта 2014    | не внесён   |

## Гербы городских поселений
| Герб | Наименование                                                              | Дата утверждения | Номер в ГГР |
| ---- | ------------------------------------------------------------------------- | ---------------- | ----------- |
|      | Герб муниципального образования «Город Камень-на-Оби Тюменцевского района | 30 сентября 2003 | 1337        |

## Гербы сельских поселений
| Герб | Наименование                                                               | Дата утверждения | Номер в ГГР |
| ---- | -------------------------------------------------------------------------- | ---------------- | ----------- |
|      | Гер муниципального образования «Вылковский сельсовет» Тюменцевского района | 23 июля 2008     | 4634        |